# Tetramerium
Tetramerium — род двудольных цветковых растений семейства Акантовые. В природе насчитывается около 60 видов, произрастающих в основном в Северной и Центральной Америке.
Род впервые описан немецким ботаником Христианом фон Эзенбеком в 1846.

## Виды
С полным списком перечнем видов можно ознакомиться здесь.
- Tetramerium abditum
- Tetramerium angustius
- Tetramerium aureum
- Tetramerium butterwickianum
- Tetramerium calderonii
- Tetramerium coeruleum
- Tetramerium costatum
- Tetramerium crenatum
- Tetramerium denudatum
- Tetramerium diffusum
- Tetramerium emilyanum
- Tetramerium flavum
- Tetramerium fruticosum